# Кужец
Кужец, также Нурец (бел. Кужэц, Нурэц) — река в Беларуси, протекает по территории Сморгонского района Гродненской области. Длина реки — 16 км. Площадь водосборного бассейна — 100 км². Уклон реки — 6,2 м/км.
Начинается к югу от деревни Загорье в небольшом лесу. Течёт в общем северном направлении среди полей и перелесков, затем отклоняется к северо-востоку. В низовьях направляется на северо-запад. Впадает в Вилию слева. 10 % бассейна реки покрыто лесом. Протекает по северо-восточным склонам Ошмянской возвышенности.
Русло канализировано на протяжении 6,3 км (от деревни Понизье до деревни Вётхово).

## На реке
- Приток слева: Драй[1][4].

#### Населённые пункты
- Михневичи[1]
- деревня Зарудичи[1]
- деревня Вётхово[1]
- деревня Понизье[6]
- деревня Загорье[6]